# نمایش جیم جفریز
نمایش جیم جفریز (به انگلیسی: The Jim Jefferies Show) برنامه گفتگوی آخر شب آمریکایی به مجری‌گری جیم جفریز بود. برنامه سه‌شنبه‌ها از کمدی سنترال پخش می‌شد. این برنامه مسائلی مانند اخبار برتر روز و بحث برانگیزترین موضوعات را مطرح می‌کرد. در مارس سال ۲۰۱۷، کمدی سنترال ده قسمت نیم ساعته از این برنامه را سفارش داد. مجموعه در ششم ژوئن سال ۲۰۱۷ پخش شد و بعد نیز گسترش یافت و ده قسمت اضافه به آن افزوده شد که بعد پنج هفته وقفه پخش شدند. در ۳۰ ژانویه سال ۲۰۱۹، کمدی سنترال برنامه را برای سومین فصل آن که در ۱۹ مارس ۲۰۱۹ پخش شد، تمدید کرد و بعد یک وقفه در تابستان، پخش آن مجدداً از تاریخ ۱۷ سپتامبر سال ۲۰۱۹ ادامه یافت. در ۱۹ نوامبر سال ۲۰۱۹ که مجموعه متوقف شد، از پخش نمایش جیم جفریز سه سال می‌گذشت.
از سال ۲۰۲۱، کل مجموعه در پارامونت پلاس قابل مشاهده است.

## خلاصه کار
در اواخر سال ۲۰۱۶، کمدی سنترال یک قسمت آزمایشی برای برنامه سفارش داد که در هفتم دسامبر ضبط شد. بدین ترتیب این شبکه نمایش را در مارس ۲۰۱۷، به‌عنوان یک مجموعه نیم ساعته انتخاب کرد که ده قسمت آن برای پخش در تابستان برنامه‌ریزی شدند.
برد پیت، بازیگر، بعد از اینکه کلیپ‌ها و ویدئوهای استندآپ کمدی جفریز را دید، طرفدار او شد و از جفریز درخواست کرد که بتواند نقشی در نمایش جیم جفریز داشته باشد. او زمانی که فهمید قرار است نقش هواشناس را در برنامه جیم جفریز ایفا کند، بسیار مشتاق و خوشحال بود. حقوق دریافتی پیت برای ایفای نقش در این مجموعه، مقدار خیلی کمی بود.